# عشق و رستگاری
عشق و رستگاری (انگلیسی: Love and Redemption; چینی: 琉璃; پین‌یین: Liu Li) یک مجموعه تلویزیونی چینی سال ۲۰۲۰ بر پایه رمان لیو لی می رن شا اثر شی سی لانگ است. این مجموعه از ۶ اوت ۲۰۲۰ از یوکو و مانگو تی‌وی پخش شد. در این مجموعه چنگ یی و یوان بینگ‌یان ایفای نقش کردند.

## بازیگران

### اصلی
- یوان بینگ‌یان در نقش چو شوان‌جی / خدای جنگ
- چنگ یی در نقش یو سی‌فنگ / شی شوان

### مکمل
- ژانگ یوشی در نقش چو لینگ‌لونگ
- لیو شویی در نقش هائو چن